# Arvieux
Ne doit pas être confondu avec Arvieu ou Avrieux.
Arvieux est une commune française située dans le département des Hautes-Alpes (05), en région Provence-Alpes-Côte d'Azur.

## Géographie
La commune d'Arvieux se situe au pied du col d'Izoard dans la vallée d'Arvieux. Elle se compose de plusieurs hameaux, les plus importants étant, outre celui d'Arvieux même, ceux de la Chalp et de Brunissard. Les habitants sont les Arvidans. Au long de la vallée coule l'Aigue d'Arvieux, parfois simplement appelée la rivière d'Arvieux.

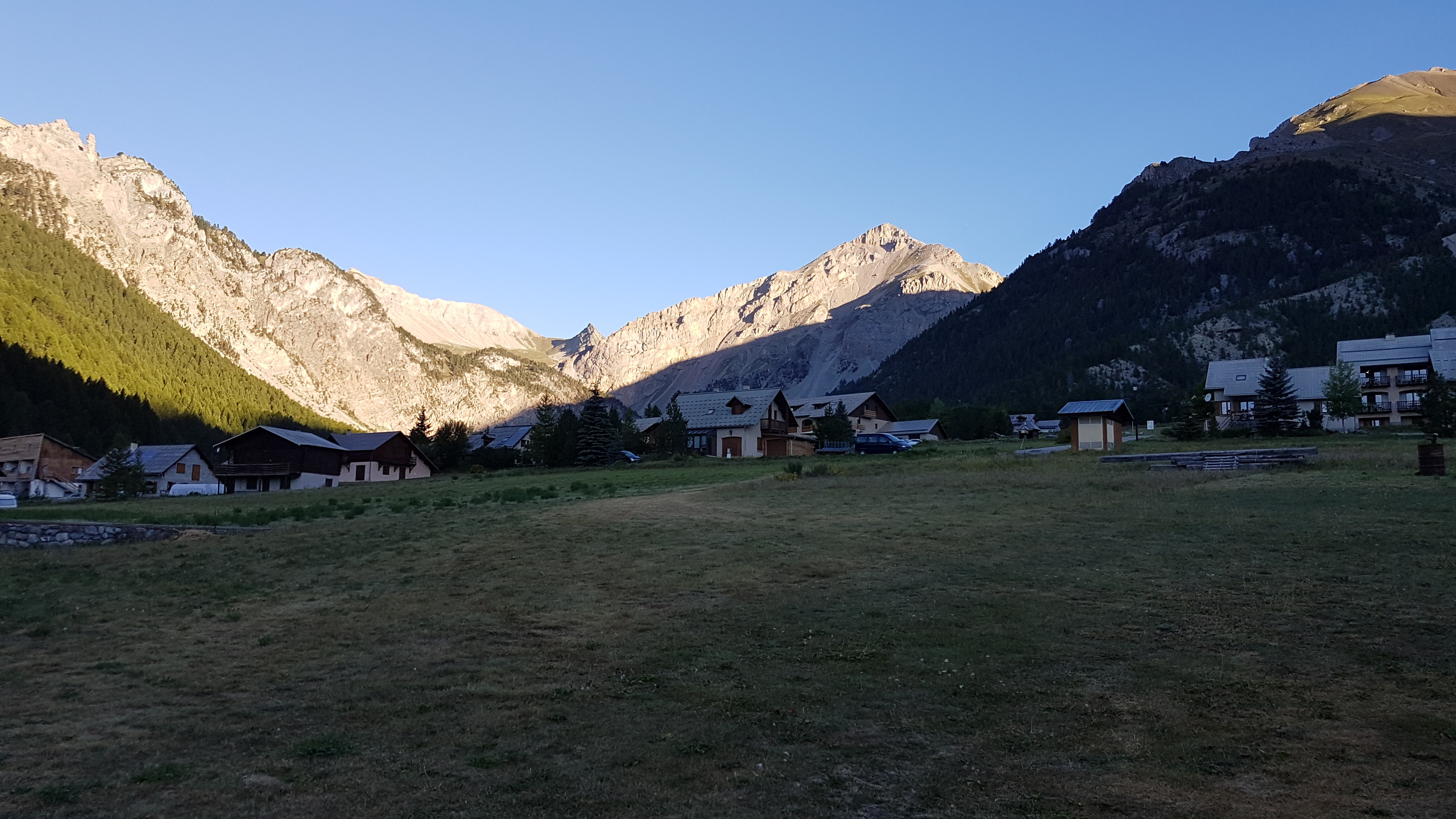
Le hameau de Brunissard.

La commune est plus précisément composée des hameaux suivants, classés en partant du sud en remontant le long de la vallée vers le col d'Izoard situé au nord de la commune.
1. Les Escoyères, ce premier hameau, situé au bout d'une petite route en lacets partant à l'ouest de la combe du Guil, est situé à 1 532 m d'altitude en surplomb à l'adret. On y découvre la chapelle Sainte-Marie-Madeleine, construite au XVIIe siècle dont les ouvertures au-dessus des portes sont réalisés avec une stèle romaine (cf la partie Histoire) ainsi que deux cadrans solaires de Giovanni Francesco Zarbula.
2. Villargaudin ou Villard-Gaudin, à 1 593 m d'altitude sur une autre route à l'ouest au bas de la vallée, avec au bout le Queyron.
3. Les Moulins, à 1 410 m, ainsi nommé car il y avait ici autrefois plusieurs moulins construits grâce à la puissance de l'Aigue d'Arvieux.
4. Le Pasquier, situé à 1 570 m d'altitude à mi-pente sur le versant est.
5. Les Maisons, situé à 1 690 m un peu plus haut sur le même versant de la vallée.
6. La ville, à 1 550 m au centre de la vallée. C'est le chef-lieu de la commune. On y trouve l'église Saint-Laurent qui date du XVIe siècle ainsi  que le temple protestant (XIXe siècle). De la ville on peut accéder à pied à Furfande.
7. Le Coin, un petit hameau à 1 600 m, à l'ouest d'Arvieux.
8. La Chalp, à 2 km au nord d'Arvieux plus haut dans la vallée, à 1 680 m d'altitude. La Chalp est une appellation fréquente dans les Alpes et signifie pâturage. On y trouve une station de montagne.
9. Brunissard enfin, qui est le dernier hameau de la commune, situé au milieu de prairies à 1 760 m d'altitude. La vallée s'y sépare en deux avec au nord-ouest le chemin du col des Ayes, des alpages de Clapeyto et du col de Néal et au nord-est le col d'Isoard (ou Izoard).

La commune possède en outre plusieurs hameaux constitués de chalets d'alpages. Les plus importants sont ceux de Furfande et de Clapeyto.
La commune est bordée, au sud, par le Guil. Elle est entourée de hautes montagnes du massif du Queyras dont le point culminant sur le territoire de la commune est le pic du Béal Traversier, à 2 912 m. On atteint la vallée voisine et Briançon en franchissant le col d'Izoard, en voiture, ou bien le col des Ayes, à pied.

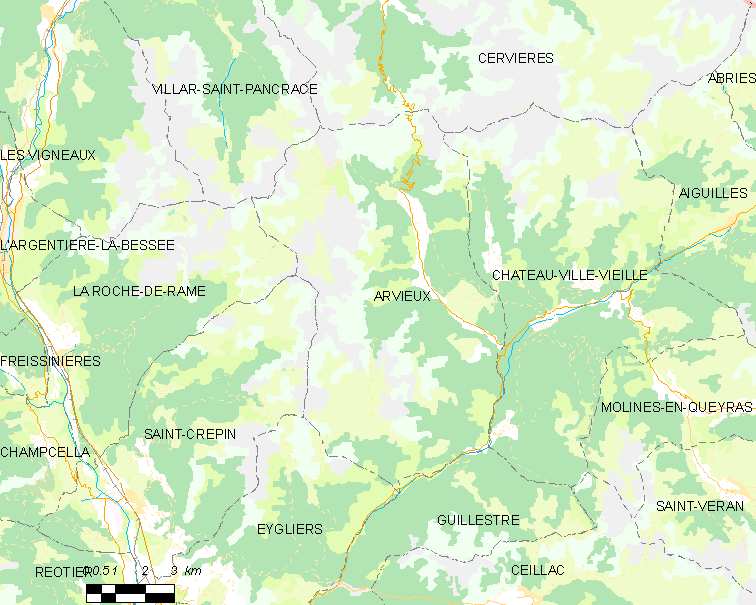
Carte de la commune d'Arvieux et des proches communes.

### Climat
Pour des articles plus généraux, voir Climat de Provence-Alpes-Côte d'Azur et Climat des Hautes-Alpes.
En 2010, le climat de la commune est de type climat de montagne, selon une étude du Centre national de la recherche scientifique s'appuyant sur une série de données couvrant la période 1971-2000. En 2020, Météo-France publie une typologie des climats de la France métropolitaine dans laquelle la commune est exposée à un climat de montagne ou de marges de montagne et est dans la région climatique Alpes du sud, caractérisée par une pluviométrie annuelle de 850 à 1 000 mm, minimale en été.
Pour la période 1971-2000, la température annuelle moyenne est de 6,1 °C, avec une amplitude thermique annuelle de 17 °C. Le cumul annuel moyen de précipitations est de 897 mm, avec 6,9 jours de précipitations en janvier et 7,2 jours en juillet. Pour la période 1991-2020, la température moyenne annuelle observée sur la station météorologique installée sur la commune est de 6,0 °C et le cumul annuel moyen de précipitations est de 874,6 mm. 
La température maximale relevée sur cette station est de 33,4 °C, atteinte le 23 août 2023 ; la température minimale est de −28,7 °C, atteinte le 10 février 1986,,.
| Mois                                  | jan.            | fév.             | mars           | avril            | mai            | juin          | jui.            | août            | sep.          | oct.           | nov.          | déc.             | année      |
| ------------------------------------- | --------------- | ---------------- | -------------- | ---------------- | -------------- | ------------- | --------------- | --------------- | ------------- | -------------- | ------------- | ---------------- | ---------- |
| Température minimale moyenne (°C)     | −7,5            | −7,8             | −4,6           | −1,6             | 2,2            | 5,3           | 7,1             | 7,2             | 3,9           | 0,9            | −3,2          | −6,5             | −0,4       |
| Température moyenne (°C)              | −2,1            | −1,6             | 1,6            | 4,5              | 8,7            | 12,5          | 14,9            | 14,9            | 11,1          | 7,2            | 2,1           | −1,3             | 6          |
| Température maximale moyenne (°C)     | 3,4             | 4,7              | 7,8            | 10,7             | 15,2           | 19,8          | 22,7            | 22,6            | 18,3          | 13,5           | 7,4           | 3,8              | 12,5       |
| Record de froid (°C) date du record   | −22 12.01.1987  | −28,7 10.02.1986 | −25 06.03.1971 | −16,8 06.04.1970 | −11 03.05.1979 | −6 03.06.1953 | −1,5 13.07.1993 | −2,6 30.08.1986 | −6 27.09.20   | −12,5 29.10.12 | −18 27.11.10  | −21,2 29.12.1968 | −28,7 1986 |
| Record de chaleur (°C) date du record | 16,4 09.01.1989 | 17 29.02.12      | 19,5 30.03.12  | 22,8 08.04.11    | 26,3 29.05.01  | 32,2 26.06.19 | 31,5 31.07.1983 | 33,4 23.08.23   | 30,4 05.09.06 | 26 01.10.1997  | 20,5 09.11.15 | 18,2 24.12.1952  | 33,4 2023  |
| Précipitations (mm)                   | 58,1            | 47,8             | 54,4           | 68,5             | 74,6           | 82,5          | 67,4            | 69,3            | 75,5          | 105,1          | 98,7          | 72,7             | 874,6      |

| Diagramme climatique                                  |             |             |              |             |             |             |             |             |              |             |             |
| J                                                     | F           | M           | A            | M           | J           | J           | A           | S           | O            | N           | D           |
| 3,4−7,558,1                                           | 4,7−7,847,8 | 7,8−4,654,4 | 10,7−1,668,5 | 15,22,274,6 | 19,85,382,5 | 22,77,167,4 | 22,67,269,3 | 18,33,975,5 | 13,50,9105,1 | 7,4−3,298,7 | 3,8−6,572,7 |
| Moyennes : • Temp. maxi et mini °C • Précipitation mm |             |             |              |             |             |             |             |             |              |             |             |

Les paramètres climatiques de la commune ont été estimés pour le milieu du siècle (2041-2070) selon différents scénarios d'émission de gaz à effet de serre à partir des nouvelles projections climatiques de référence DRIAS-2020. Ils sont consultables sur un site dédié publié par Météo-France en novembre 2022.

## Urbanisme

### Typologie
Au 1er janvier 2024, Arvieux est catégorisée commune rurale à habitat dispersé, selon la nouvelle grille communale de densité à 7 niveaux définie par l'Insee en 2022.
Elle est située hors unité urbaine et hors attraction des villes,.

### Occupation des sols
Le tableau ci-dessous présente l'occupation des sols de la commune en 2018, telle qu'elle ressort de la base de données européenne d’occupation biophysique des sols Corine Land Cover (CLC).
| Type d’occupation                             | Pourcentage | Superficie (en hectares) |
| --------------------------------------------- | ----------- | ------------------------ |
| Prairies et autres surfaces toujours en herbe | 2,6 %       | 192                      |
| Systèmes culturaux et parcellaires complexes  | 0,8 %       | 57                       |
| Forêts de conifères                           | 34,7 %      | 2541                     |
| Pelouses et pâturages naturels                | 19,2 %      | 1408                     |
| Landes et broussailles                        | 0,4 %       | 26                       |
| Forêt et végétation arbustive en mutation     | 7,9 %       | 578                      |
| Roches nues                                   | 17,7 %      | 1298                     |
| Végétation clairsemée                         | 16,6 %      | 1216                     |
| Source : Corine Land Cover                    |             |                          |

## Toponymie
Le nom de la localité est attesté sous la forme Arveolum en 1311. Selon André Faure, le nom viendrait du substrat méditerranéen ar, d'origine proche-orientale, qui désigne les torrents.
Arvieus en provençal, semble provenir d'un radical méditerranéen signifiant « eau courante, torrent » et dérive du nom de la rivière l'Arve affluent du Rhône.

## Histoire
L'un des monuments les plus anciens du village, et de la vallée de l'Izoard, le Campanile de Brunissard, est à lui-seul un résumé passionnant de la vie économique, culturelle et sociale dans les Hautes-Alpes, tout particulièrement dans le Queyras.

### Antiquité
L'histoire ancienne d'Arvieux est mal connue. Occupée dès l'Antiquité, Arvieux était la première vallée à laquelle on accédait lorsque l'on passait par le col Néal qui était probablement une voie d'accès antique pour accéder au haut Queyras. La deuxième voie d'accès, sans doute prépondérante, reliait directement le bassin de la Durance au Queyras par une voie romaine qui partait du hameau de Gros (commune d'Eygliers) en passant par les Escoyères qui étaient à l'époque romaine un possible lieu de prélèvement de "taxes" ; une partie de cette voie, en surplomb sur des falaises, est encore visible de nos jours (chemin de Charve).
Pendant l'antiquité, la région était habitée par un peuple gaulois nommé par les Romains les Quariates, nom formé probablement sur un racine celte signifiant "ceux du chaudron", et qui a donné son nom au Queyras. Le nom de Quariates est attesté sur une pierre romaine découverte dans la chapelle Sainte-Marie-Madeleine des Escoyères. Sur cette pierre tronquée, on peut y lire une inscription latine, qui mentionne un dénommé Albanus frère de Bussulus, préfet des Capillates, des Savincates (peuple vivant probablement dans la vallée de Savines), des Brigani (peuple de Briançon), et des Quariates (qui ont donc donné leur nom au Queyras).

### Moyen Âge - l'Escarton du Queyras
La région subit plusieurs invasions à partir de la fin de l'Empire Romain, dont plusieurs incursions sarrazines. Certains prétendent qu'à cette occasion le Queyras aurait été déserté, mais cet éventuel abandon qui n'a laissé aucune trace reste peu probable.
Les dauphins du Viennois reçoivent en fief le Briançonnais et donc le Queyras en 1050. Arvieux fait alors partie du royaume du Dauphiné. Le Briançonnais est divisé en cinq entités, appelées Escartons, dont le Queyras fait partie. Chaque Escartons est composé de communautés appelées "universités". Arvieux est alors l'une des sept universités du Queyras, les autres étant Abriès, Aiguilles, Molines, Ristolas, Saint-Véran et Ville-Vielle.
À la fin du Moyen Âge, le Dauphin Humbert II, à court d'argent accorde une indépendance un peu plus importante aux Escartons, en échange d'une rente financière annuelle. Arvieux fait alors partie de ce que l'on a appelé plus tard abusivement la République des Escartons.
Cette entité féodale a été créée plus précisément par la Charte signée en 1343 entre le Dauphin et les communautés du Briançonnais. L'Escarton du Queyras devient une unité administrative chargée de répartir les taxes et les impôts. Les communautés des Escartons avaient ainsi obtenu du Dauphin le droit de gérer eux-mêmes le paiement de leurs impôts.
La communauté d'Arvieux était l'une des sept « universités » de l'Escarton du Queyras, dont le chef-lieu était situé à Ville-Vieille. Il y avait en tout cinq Escartons.
La charte accordait ainsi aux habitants des escartons le statut de « francs-bourgeois », c'est-à-dire qu'ils étaient exemptés de tout service féodal en échange d'une rente annuelle. Les habitants ont le droit d'élire leurs représentants appelés « consuls ». Ils ont aussi le droit de chasse. Cela dit, la justice restait un privilège du Dauphin, et les habitants des escartons devaient participer à la défense du Dauphiné.
En 1349, six ans après la signature de la charte, le Dauphiné est cédé à la France qui fait perdurer ces droits jusqu'à la Révolution. Sous l'ancien régime Arvieux était ainsi une commune relativement riche des Alpes française. Cette relative prospérité de la communauté villageoise s'est réalisée en dépit de nombreuses calamités. Les guerres de religion n'ont pas épargné Arvieux. En 1630, la peste venue d'Italie ravage la région, et la ville est brûlée en 1638.

### Époque moderne - catholiques et protestants
Le protestantisme arrive à Arvieux pendant la seconde moitié du XVIe siècle. Les Queyrassins adhèrent massivement à la Réforme. Des troubles ont lieu dans la vallée. Après l'Édit de Nantes, Arvieux possède un temple protestant. Après la Révocation de l'Édit de Nantes, de nombreux habitants émigrent. Lors de la guerre contre la Ligue d'Augsbourg, de 1690 à 1696, Arvieux est traversée par les troupes du roi de France et doit fournir bois, fourrage, nourriture et bêtes pour les armées. Des miliciens vaudois franchissent à plusieurs reprises la frontière et incendient les villages. Vers 1700, Arvieux et le Queyras en général s'est affaibli, mais la région retrouve sa prospérité avant la Révolution.
Celle-ci abolit le statut des Escartons et l'université d'Arvieux devient une commune. L’Édit de Tolérance (1787) et la Révolution accordent à nouveau la liberté de culte aux protestants.

### Histoire récente
Après la Révolution, une partie des habitants redevient officiellement protestante, et les habitants d'Arvieux  se répartissent entre les deux communautés religieuses : les catholiques majoritaires dans le bourg d'Arvieux et dans le bas de la vallée, et les protestants présents surtout dans le haut de la vallée, à Brunissard et à la Chalp, lieu de résidence du pasteur.
Arvieux, comme toutes les communes du Queyras a été victime d'une intense dépopulation à partir de 1830. D'abord saisonnière pendant la saison froide, l'émigration est devenue définitive à partir du milieu du XIXe siècle. Ayant atteint un maximum de 1004 habitants en 1841, la population a été divisée par trois en 150 ans. L'exode, désormais enrayé, se faisait vers les villes (principalement Marseille).  Les conditions de vie difficiles en montagne, ainsi que des calamités plus ponctuelles (Brunissard est entièrement détruit par un incendie en 1882) expliquent ce phénomène. L'émigration est néanmoins à relativiser, Arvieux étant la commune du Queyras qui a le mieux conservé sa population.
Au cours du XXe siècle, l'économie s'est peu à peu transformée. À l'origine économie entièrement agro-pastorale, elle repose désormais principalement sur le tourisme. Cette transition a néanmoins été tardive à Arvieux, qui est la commune du Queyras où la culture agro-pastorale a duré le plus longtemps, jusqu'à environ la Seconde Guerre mondiale.
Par la faiblesse relative de l'émigration et le maintien relativement long d'une activité agro-pastorale Arvieux est ainsi une commune un peu atypique du Queyras. Cette originalité est probablement liée à la relative clémence de la vallée d'Arvieux pour l'agriculture, comparé à d'autres communes du Queyras.
L'usage du français entre les habitants est relativement récent à Arvieux, puisqu'on y parlait couramment le Vivaro Alpin ,un dialecte occitan  au début du XXe siècle.
L'ouverture du col d'Izoard en 1934 a fait de la commune l'un des hauts lieux du Tour de France. Le col est fermé en hiver.
En 1977 a été créé le parc naturel régional du Queyras dont Arvieux est l'une des communes.

### La Belle et le Renom
La vie d'Arvieux a marqué les historiens en raison d'une organisation originale. La société d'Arvieux était historiquement divisée en deux castes :
1. Les gens du Renom ou la race des Sorciers qui regroupaient les habitants de la caste inférieure
2. Les gens de la Belle qui formaient une sorte d'aristocratie locale

Cette distinction (qui ne divisait pas protestants et catholiques) a duré jusqu'à ce que la commune s'ouvre sur l'extérieur dans la seconde moitié du XXe siècle. Son origine est incertaine. Elle n'empêchait pas la solidarité entre les villageois. À Arvieux, la première fauche était réservée pour les veuves et les orphelins.

## Politique et administration

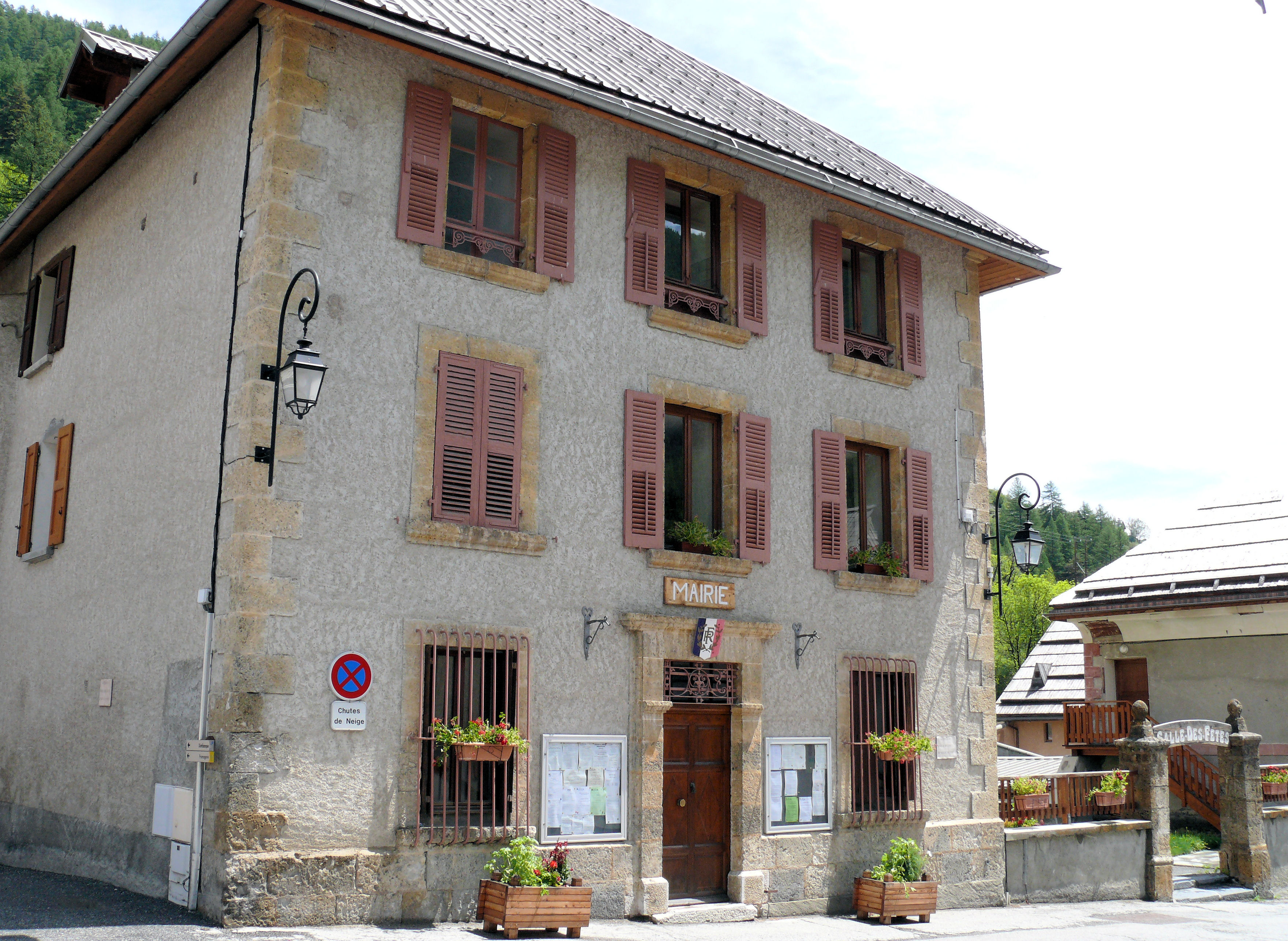
La mairie.

### Liste des maires
| Période                                  | Période      | Identité                    | Étiquette   | Qualité                                              |
| ---------------------------------------- | ------------ | --------------------------- | ----------- | ---------------------------------------------------- |
| 1947                                     | 1959         | Laurent Nicolas Meissimilly |             |                                                      |
| 1959                                     | 1977         | Louis Blanc-Chabrand        | UNR-UDR-RPR | Conseiller général du canton d'Aiguilles (1961-1992) |
| 1977                                     | juin 1995    | Pierre Blanc                | PS          |                                                      |
| juin 1995                                | mars 2001    | Alain Blanc                 |             |                                                      |
| mars 2001                                | mars 2008    | Pierre Blanc                |             |                                                      |
| mars 2008                                | mars 2014    | Alain Blanc                 |             |                                                      |
| avril 2014                               | juillet 2020 | Philippe Chabrand           |             | Retraité de la fonction publique                     |
| juillet 2020                             | En cours     | Christian Blanc,            |             | Ancien agriculteur exploitant                        |
| Les données manquantes sont à compléter. |              |                             |             |                                                      |

### Intercommunalité
Arvieux fait partie : 
- de 2000 à 2017 de la communauté de communes du Queyras ;
- depuis le 1er janvier 2017, de la communauté de communes du Guillestrois et du Queyras.

## Démographie
L'évolution du nombre d'habitants est connue à travers les recensements de la population effectués dans la commune depuis 1793. Pour les communes de moins de 10 000 habitants, une enquête de recensement portant sur toute la population est réalisée tous les cinq ans, les populations de référence des années intermédiaires étant quant à elles estimées par interpolation ou extrapolation. Pour la commune, le premier recensement exhaustif entrant dans le cadre du nouveau dispositif a été réalisé en 2005.

En 2022, la commune comptait 343 habitants, en évolution de −7,8 % par rapport à 2016 (Hautes-Alpes : +0,4 %, France hors Mayotte : +2,11 %).
| 1793 | 1800 | 1806 | 1821 | 1831 | 1836 | 1841  | 1846 | 1851 |
| ---- | ---- | ---- | ---- | ---- | ---- | ----- | ---- | ---- |
| 973  | 717  | 942  | 907  | 965  | 961  | 1 006 | 893  | 894  |

| 1856 | 1861 | 1866 | 1872 | 1876 | 1881 | 1886 | 1891 | 1896 |
| ---- | ---- | ---- | ---- | ---- | ---- | ---- | ---- | ---- |
| 888  | 922  | 871  | 852  | 870  | 888  | 838  | 850  | 826  |

| 1901 | 1906 | 1911 | 1921 | 1926 | 1931 | 1936 | 1946 | 1954 |
| ---- | ---- | ---- | ---- | ---- | ---- | ---- | ---- | ---- |
| 779  | 756  | 753  | 698  | 632  | 554  | 577  | 549  | 487  |

| 1962 | 1968 | 1975 | 1982 | 1990 | 1999 | 2005 | 2006 | 2010 |
| ---- | ---- | ---- | ---- | ---- | ---- | ---- | ---- | ---- |
| 413  | 412  | 324  | 351  | 338  | 355  | 347  | 348  | 375  |

| 2015 | 2020 | 2022 | - | - | - | - | - | - |
| ---- | ---- | ---- | - | - | - | - | - | - |
| 363  | 354  | 343  | - | - | - | - | - | - |

## Économie
Arvieux tire principalement son économie du tourisme en hiver comme en été. L'hiver on y pratique le ski alpin, le ski de fond et le ski de randonnée. L'été est la saison des randonnées à pied. L'artisanat (poterie, fabrique de jouets en bois du Queyras, meubles sculptés) et l'élevage (pour la fabrication du fromage) ont aussi un rôle important.

## Culture locale et patrimoine

### Lieux et monuments

#### Architecture religieuse
- Église Saint-Laurent[21],[22] du XVIe siècle à Arvieux, classé Monument historique le 9 mai 1914
- Chapelle Sainte-Marie-Madeleine, dans le hameau des Escoyères[23],[24], inscrit à l'inventaire des Monuments historiques le  4 octobre 1932
- Église paroissiale Saint-Claude au Veyer[25]
- Chapelle Saint-Pierre-Saint-Paul de Brunissard[26]
- Chapelle Saint-Marcellin aux Escoyères début XVIIIe (le Châtelard)[27]
- Chapelle Saint-Roch au hameau des Escoyères construite en 1715, pour sa partie principale, le clocher ayant été ajouté en 1723[28].
- Chapelle Saint-Romuald, 1789, près du Serre (hameau des Escoyères), construite après l'avalanche de 1785[29],
- Chapelle Saint-Jacques-le-Majeur à Villargaudin[30]
- Temple d'Arvieux[31]
- Temple ou chapelle évangélique de Brunissard[32]

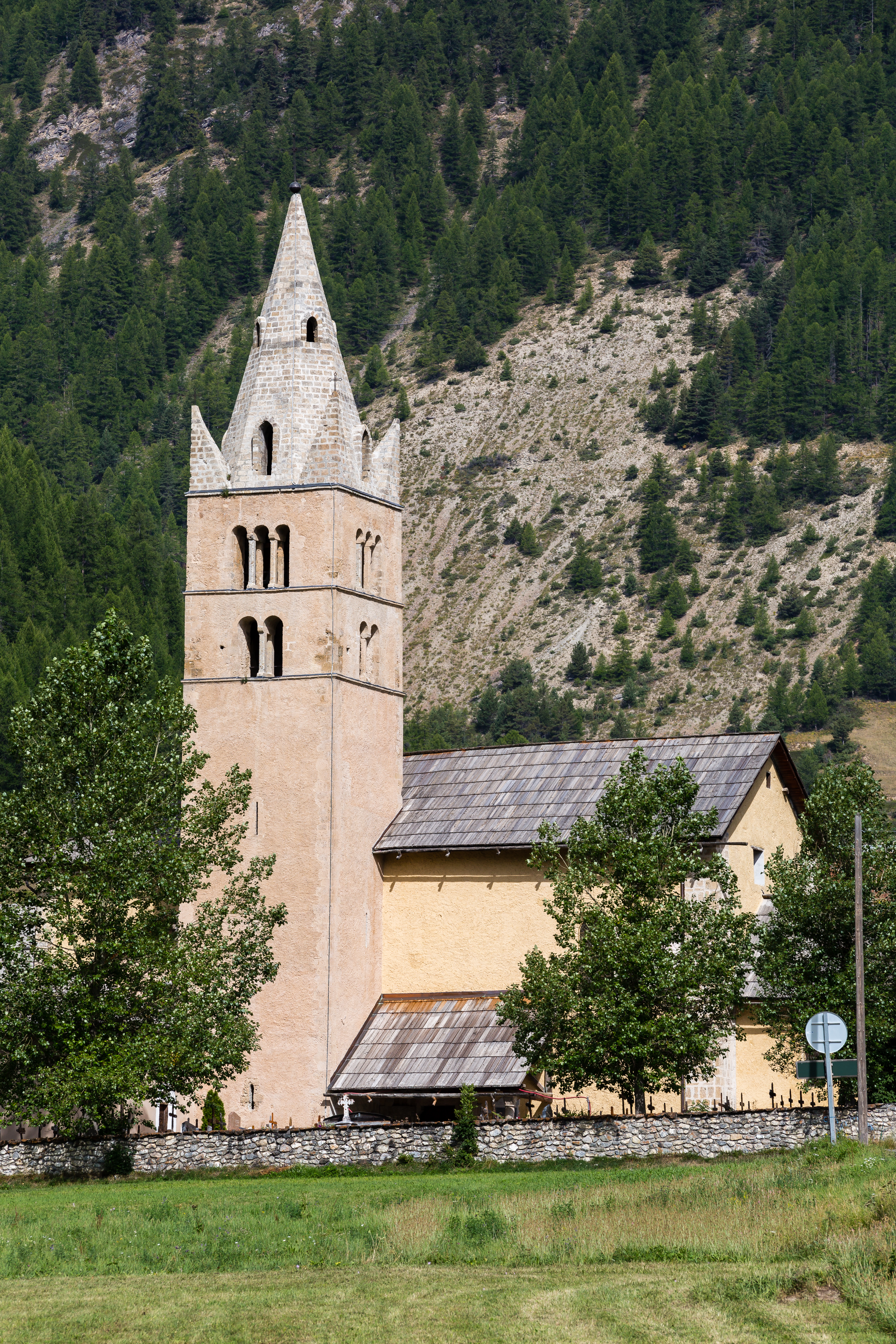
L’église Saint-Laurent.
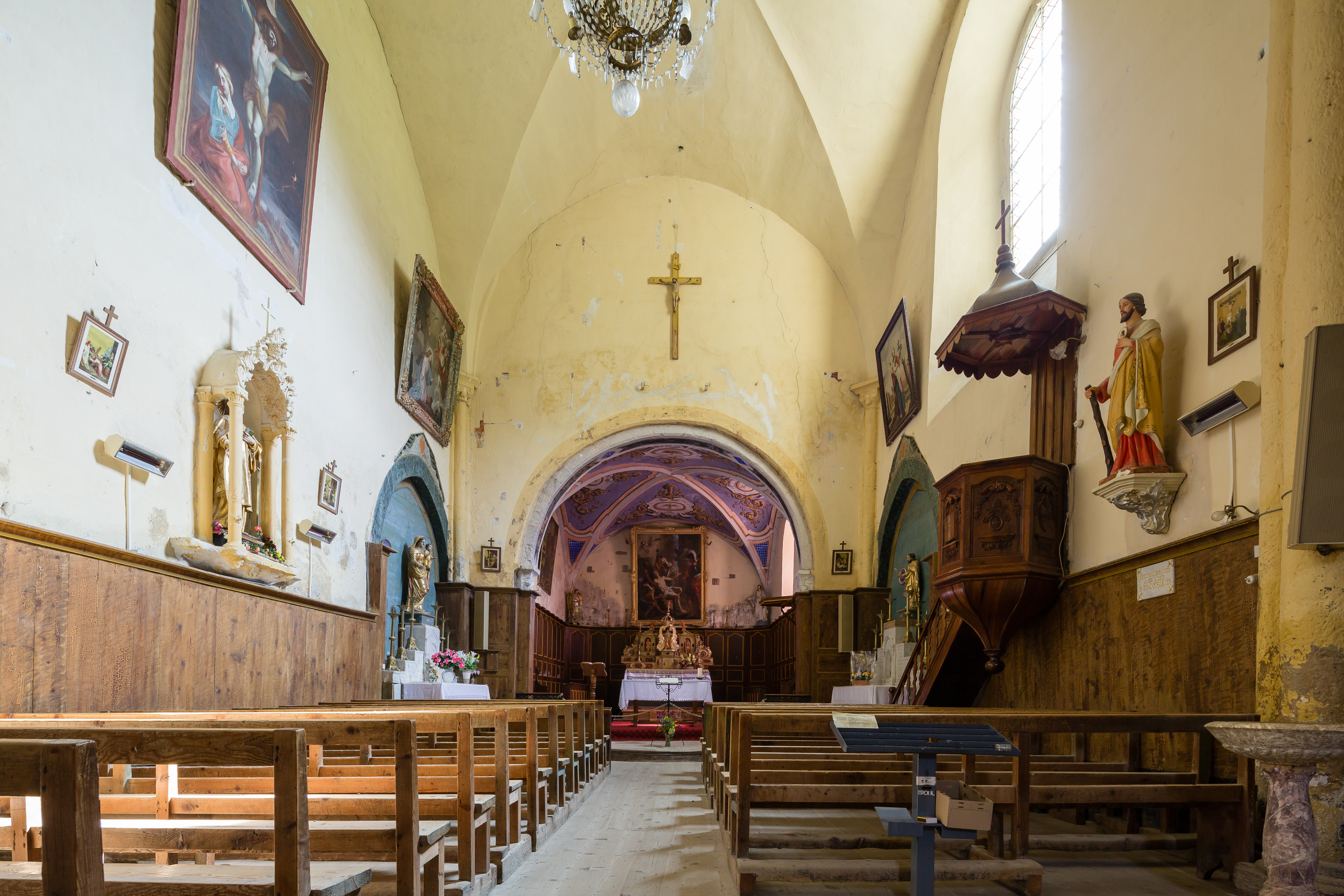
La nef de l'église.
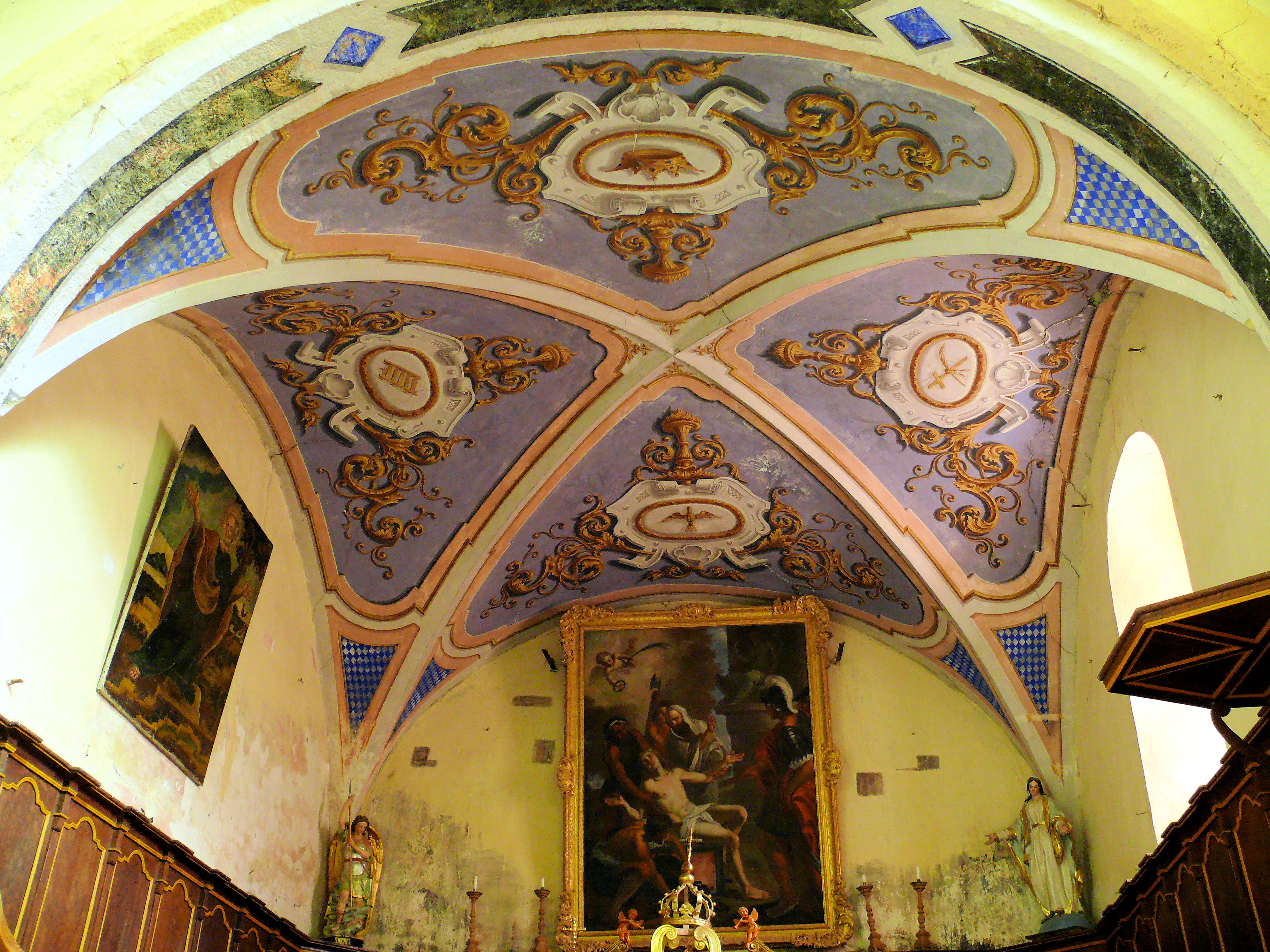
La voûte du chœur de l'église.
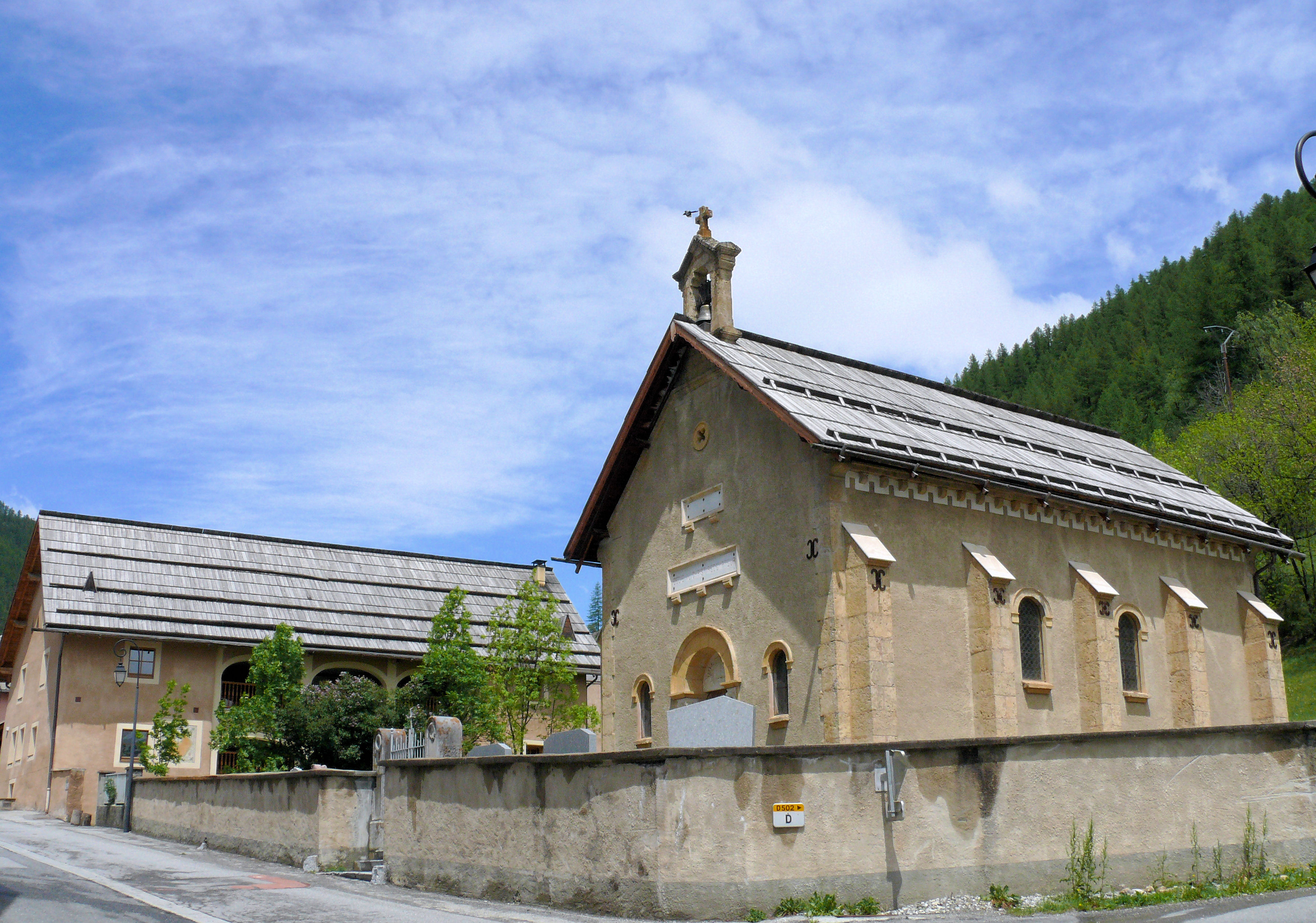
Le temple d'Arvieux.

#### Architecture civile
- Maisons anciennes.
- Campaniles à Brunissard, à la Chalp et aux Escoyères (le Châtelard).
- Plusieurs cadrans solaires remarquables.

Dont deux situés aux Escoyères et signés de Zarbula, l'un en 1842 et le second sur la chapelle Saint-Roch daté de 1857 (période des oiseaux).
- de nombreux fours banaux souvent du XVIIIe.

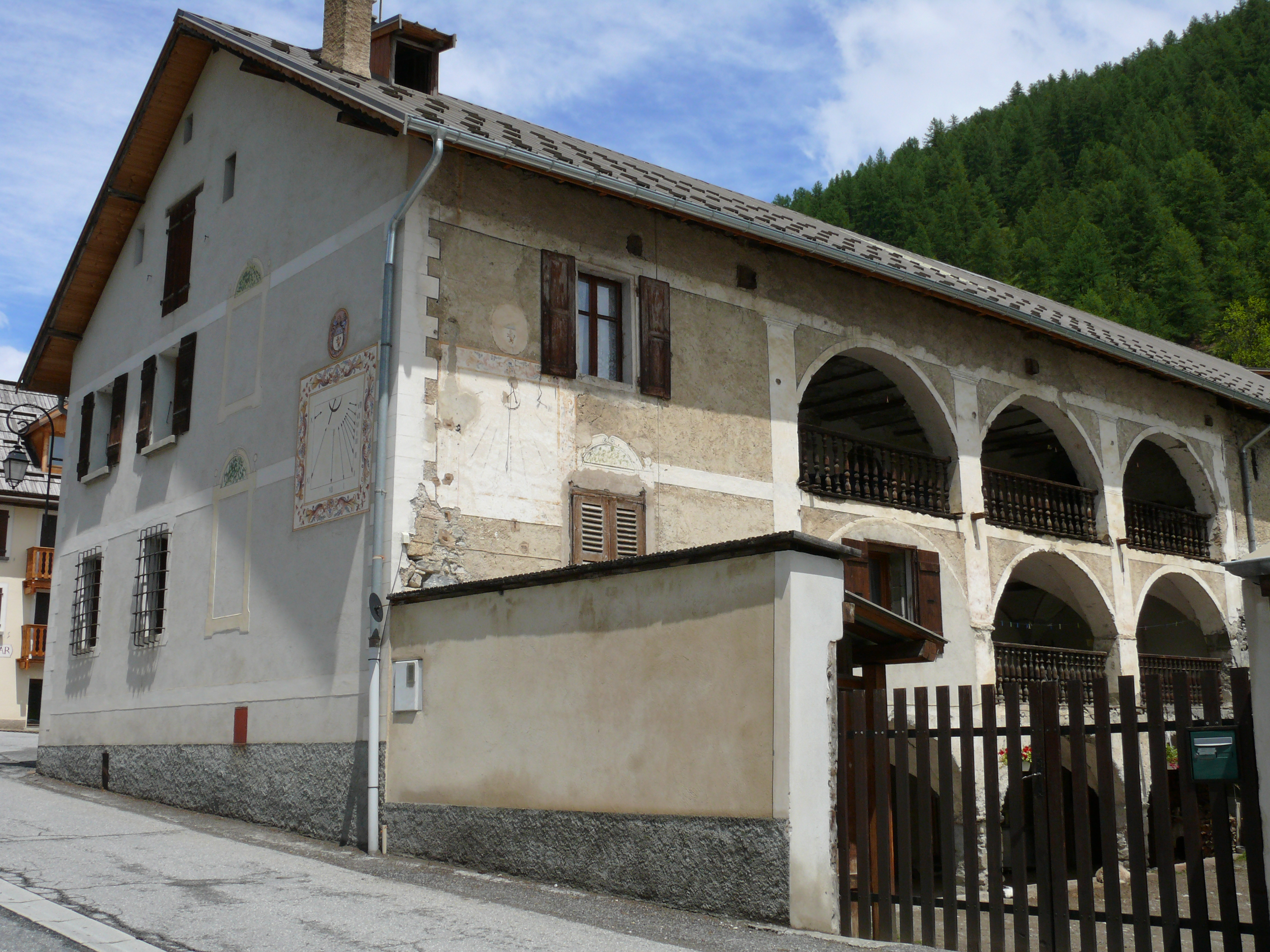
Une maison-ferme dans le bourg.
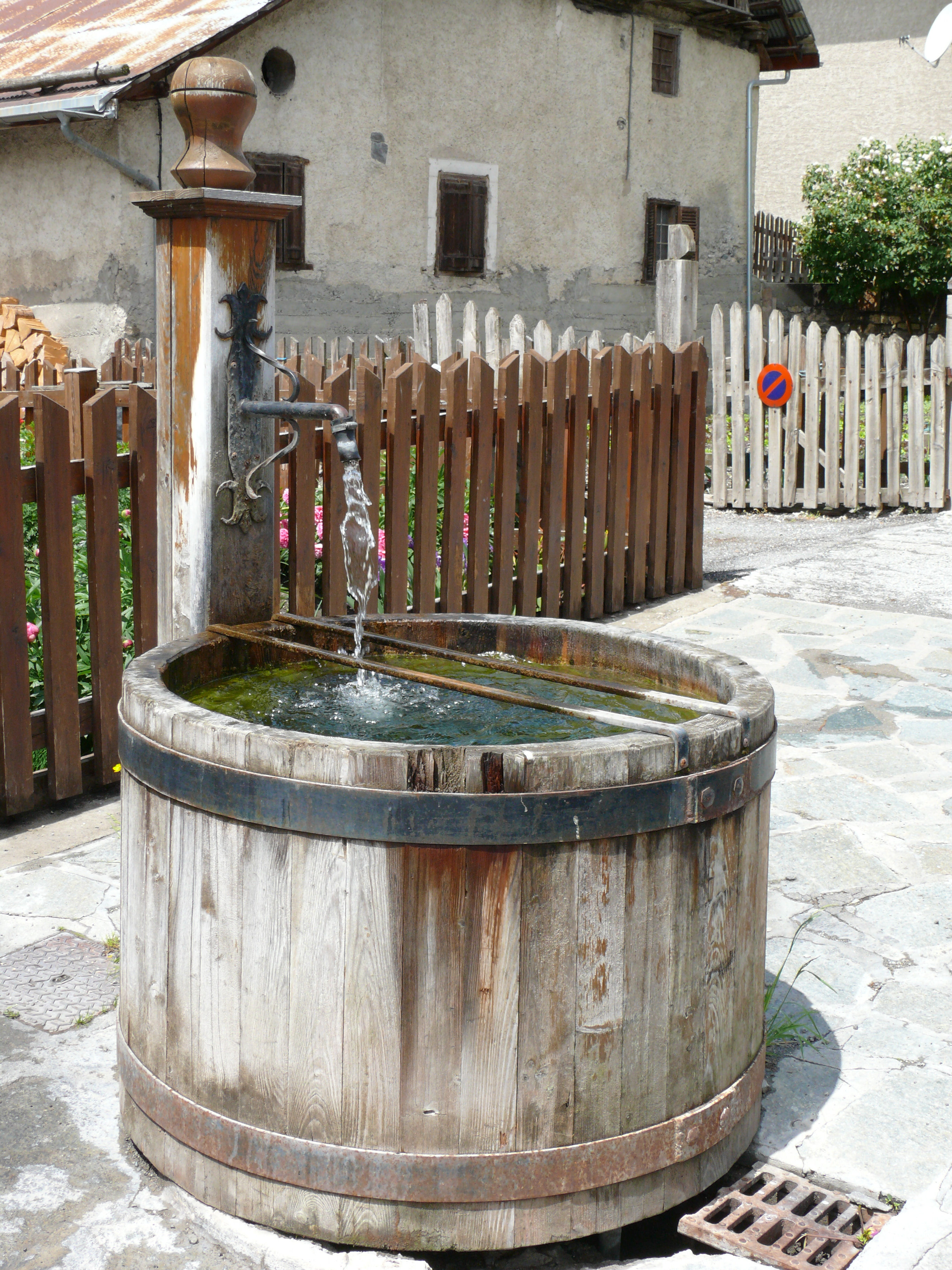
Une fontaine dans le bourg.
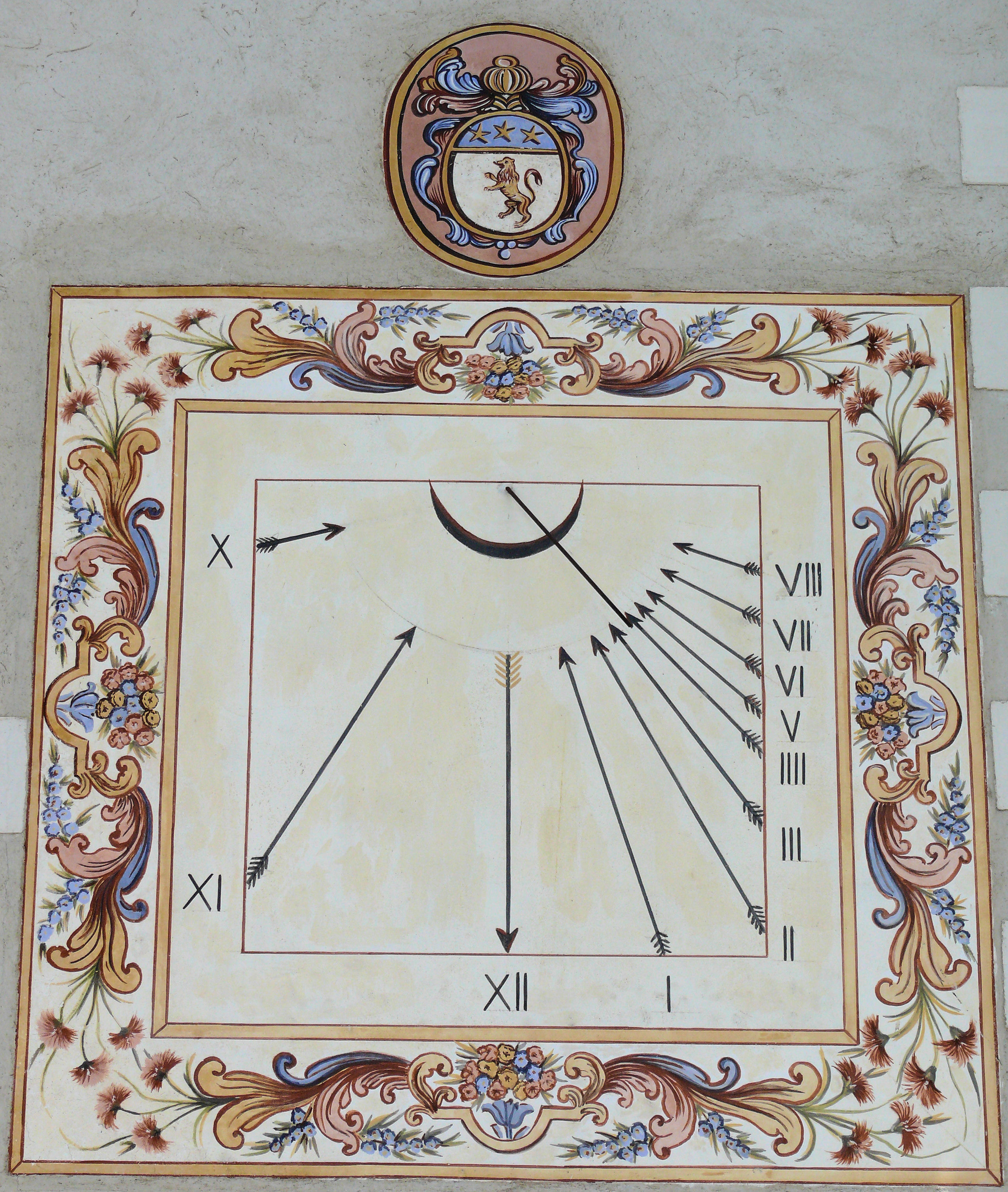
Cadran solaire du Queyras.

### Personnalités liées à la commune
- Albanus : préfet des Alpes occidentales du Ier siècle.

### Héraldique
| Blason de Arvieux | Blason  | D'azur à trois fasces d'argent, au dauphin d'or, barbé, crêté, oreillé et peautré de gueules, brochant sur le tout. |
| Blason de Arvieux | Détails | * Il y a là non-respect de la règle de contrariété des couleurs : ces armes sont fautives. Ces armes ont été adoptées par délibération du conseil municipal du 10 août 1968, le maire étant M. Louis Blanc-Chabrand. Le statut officiel du blason reste à déterminer. |

### Événements
- Course ski-alpinisme « Le Grand Béal » étape de la Coupe du Monde en 2010.
- Passage du tour de France au col d'Izoard en 2008, 2011 et 2017.